# 帕特拉图
帕特拉图（Patratu），是印度贾坎德邦Hazaribag县的一个城镇。总人口32132（2001年）。

## 人口
该地2001年总人口32132人，其中男性17311人，女性14821人；0—6岁人口4198人，其中男2146人，女2052人；识字率70.47%，其中男性为78.81%，女性为60.73%。